# Johan Arneng
Bo Johan Peter Arneng (Uddevalla, 14 giugno 1979) è un ex calciatore svedese, di ruolo centrocampista.

## Carriera

### Club
Arneng ha giocato, a livello giovanile, per diversi club: Svane, Sunne, Degerfors ed Empoli. La carriera professionistica, però, l'ha cominciata in Norvegia, con la maglia del Raufoss, all'epoca militante nell'Adeccoligaen. Ha infatti esordito nella sfida in casa dell'HamKam, datata 30 aprile 2000 e conclusasi con una vittoria della sua squadra per due a uno. Il 4 giugno dello stesso anno, ha realizzato la prima marcatura per il Raufoss, portandolo in vantaggio in quello che è poi terminato con un pareggio casalingo per uno a uno contro il Kongsvinger. È rimasto in squadra fino ad agosto 2001, quando è stato ingaggiato dal Vålerenga, anch'esso militante nell'Adeccoligaen.
Il 1º settembre 2001 ha così debuttato con la nuova maglia, nel pareggio per zero a zero in casa dello Start. Il 10 ottobre, ha realizzato la prima marcatura per il Vålerenga, ai danni del Tromsdalen: l'incontro si è concluso con una vittoria per cinque a zero. Al termine della stagione, la sua squadra ha raggiunto la promozione nella Tippeligaen, dove ha giocato la sua prima partita contro il Bodø/Glimt. Ha realizzato la prima marcatura nella massima divisione norvegese il 10 giugno 2002, quando il Vålerenga si è imposto per tre a uno sul Moss.
Il 2 febbraio 2003, si è trasferito nel paese natio, per giocare con il Djurgården. La prima nella Allsvenskan è datata 8 aprile 2003, nel successo per quattro a zero in casa dell'Öster. Il 17 luglio dello stesso anno, è andato in rete contro l'Örgryte, contribuendo al successo per tre a zero della sua squadra. Con il Djurgården, ha vinto due campionati e due coppe nazionali, esordendo anche nelle coppe europee.
Nel 2008, è tornato nella confinante Norvegia, accettando l'offerta dell'Aalesund. Il debutto con la nuova maglia è arrivato il 5 aprile 2008, nel successo per quattro a due sul Brann. Il 28 settembre dello stesso anno, ha realizzato la prima rete per l'Aalesund, nella sconfitta casalinga per due a uno contro il Rosenborg. Con la sua squadra, si è aggiudicato la Coppa di Norvegia 2009, risultando decisivo nel primo turno contro il Kristiansund, realizzando la rete del vantaggio. Nella finale del torneo, contro il Molde, la partita si è conclusa uno a uno. Sono stati necessari così i tempi supplementari (terminati due a due) e, successivamente, i calci di rigore per stabilire un vincitore: Arneng ha realizzato quello del quattro a tre e ha avuto un ruolo importante nel successo della sua squadra.
Il 22 dicembre 2010 è stato reso noto il suo passaggio al Syrianska.
Agli inizi del 2013, è passato al Sirius dove ha chiuso la carriera al termine del campionato 2014 all'età di 35 anni.

### Nazionale
Arneng ha collezionato due apparizioni con la Svezia: ha esordito in squadra il 22 gennaio 2004, nella partita contro la Norvegia.

## Statistiche

### Cronologia presenze e reti in nazionale
| Cronologia completa delle presenze e delle reti in nazionale ― Svezia | Cronologia completa delle presenze e delle reti in nazionale ― Svezia | Cronologia completa delle presenze e delle reti in nazionale ― Svezia | Cronologia completa delle presenze e delle reti in nazionale ― Svezia | Cronologia completa delle presenze e delle reti in nazionale ― Svezia | Cronologia completa delle presenze e delle reti in nazionale ― Svezia | Cronologia completa delle presenze e delle reti in nazionale ― Svezia | Cronologia completa delle presenze e delle reti in nazionale ― Svezia |
| Data                                                                  | Città                                                                 | In casa                                                               | Risultato                                                             | Ospiti                                                                | Competizione                                                          | Reti                                                                  | Note                                                                  |
| --------------------------------------------------------------------- | --------------------------------------------------------------------- | --------------------------------------------------------------------- | --------------------------------------------------------------------- | --------------------------------------------------------------------- | --------------------------------------------------------------------- | --------------------------------------------------------------------- | --------------------------------------------------------------------- |
| 22-1-2004                                                             | Hong Kong                                                             | Svezia                                                                | 0 – 3                                                                 | Norvegia                                                              | Lunar New Year Cup 2004 - Semifinale                                  | -                                                                     |                                                                       |
| 25-1-2004                                                             | Hong Kong                                                             | Hong Kong League XI                                                   | 0 – 3                                                                 | Svezia                                                                | Lunar New Year Cup 2004 - Finale 3º posto                             | -                                                                     |                                                                       |
| 17-8-2005                                                             | Göteborg                                                              | Svezia                                                                | 2 – 1                                                                 | Rep. Ceca                                                             | Amichevole                                                            | -                                                                     | 84’                                                                   |
| Totale                                                                |                                                                       | Presenze                                                              | 3                                                                     |                                                                       | Reti                                                                  | 0                                                                     |                                                                       |

## Palmarès

### Club

#### Competizioni nazionali
- Campionato svedese: 2

Djurgården: 2003, 2005
- Coppa di Svezia: 2

Djurgården: 2004, 2005
- Coppa di Norvegia: 1

Aalesund: 2009